# Coppa CERS 1995-1996
La Coppa CERS 1995-1996 è stata la 16ª edizione dell'omonima competizione europea di hockey su pista riservata alle squadre di club. Il torneo ha avuto inizio il 1º marzo e si è concluso il 22 giugno 1996. 
Il titolo è stato conquistato dal Porto per la seconda volta nella sua storia.

## Squadre partecipanti
| Nazione    | Club              | Città                    | Qualificazione                                          |
| ---------- | ----------------- | ------------------------ | ------------------------------------------------------- |
| Francia    | Gazinet-Cestas    | Cestas                   | 3º in Nationale 1 1994-1995                             |
| Francia    | La Vendéenne      | La Roche-sur-Yon         | 4º in Nationale 1 1994-1995                             |
| Francia    | Vaulx-en-Velin    | Vaulx-en-Velin           | 5º in Nationale 1 1994-1995                             |
| Germania   | Cronenberg        | Wuppertal                | 2º in Rollhockey-Bundesliga 1994-1995                   |
| Germania   | Düsseldorf Nord   | Düsseldorf               | 3º in Rollhockey-Bundesliga 1994-1995                   |
| Germania   | Ober-Ramstadt     | Ober-Ramstadt            | 4º in Rollhockey-Bundesliga 1994-1995                   |
| Italia     | Amatori Vercelli  | Vercelli                 | 4º in Serie A1 1994-1995, semifinale dei play-off       |
| Italia     | Bassano           | Bassano del Grappa       | 10º in Serie A1 1994-1995                               |
| Italia     | Roller Salerno    | Salerno                  | 5º in Serie A1 1994-1995, quarti di finale dei play-off |
| Portogallo | Barcelos          | Barcelos                 | Detentore Coppa CERS                                    |
| Portogallo | Infante de Sagres | Sagres                   | 4º in 1ª Divisão 1994-1995                              |
| Portogallo | Porto             | Porto                    | 3º in 1ª Divisão 1994-1995                              |
| Portogallo | Valongo           | Valongo                  | 5º in 1ª Divisão 1994-1995                              |
| Spagna     | Reus Deportiu     | Reus                     | 2º in División de Honor 1994-1995                       |
| Spagna     | Tordera           | Tordera                  | 3º in División de Honor 1994-1995                       |
| Spagna     | Voltregà          | Sant Hipòlit de Voltregà | 4º in División de Honor 1994-1995                       |
| Svizzera   | Montreux          | Montreux                 | 2º in Lega Nazionale A 1995                             |
| Svizzera   | Thunerstern       | Thun                     | 3º in Lega Nazionale A 1995                             |
| Svizzera   | Wimmis            | Wimmis                   | 4º in Lega Nazionale A 1995                             |

## Risultati

### Primo turno
| Squadra 1         | Totale | Squadra 2   | Andata | Ritorno |
| ----------------- | ------ | ----------- | ------ | ------- |
| Infante de Sagres | 4 - 5  | Bassano     | 1 - 3  | 3 - 2   |
| La Vendéenne      | 7 - 10 | Thunerstern | 2 - 2  | 5 - 8   |
| Roller Salerno    | 17 - 5 | Cronenberg  | 9 - 0  | 8 - 5   |

### Ottavi di finale
| Squadra 1       | Totale | Squadra 2        | Andata | Ritorno |
| --------------- | ------ | ---------------- | ------ | ------- |
| Bassano         | 7 - 17 | Amatori Vercelli | 3 - 7  | 4 - 10  |
| Düsseldorf Nord | 8 - 11 | Vaulx-en-Velin   | 2 - 5  | 6 - 6   |
| Montreux        | 8 - 22 | Barcelos         | 4 - 12 | 4 - 10  |
| Ober-Ramstadt   | 5 - 34 | Porto            | 3 - 13 | 2 - 21  |
| Thunerstern     | 2 - 17 | Reus Deportiu    | 1 - 5  | 1 - 12  |
| Tordera         | 26 - 3 | Gazinet-Cestas   | 13 - 1 | 13 - 2  |
| Valongo         | 4 - 9  | Roller Salerno   | 2 - 2  | 2 - 7   |
| Wimmis          | 2 - 14 | Voltregà         | 1 - 8  | 1 - 6   |

### Quarti di finale
| Squadra 1        | Totale | Squadra 2      | Andata | Ritorno |
| ---------------- | ------ | -------------- | ------ | ------- |
| Amatori Vercelli | 6 - 8  | Voltregà       | 4 - 3  | 2 - 5   |
| Barcelos         | 5 - 8  | Porto          | 3 - 3  | 2 - 5   |
| Tordera          | 8 - 7  | Roller Salerno | 5 - 1  | 3 - 6   |
| Vaulx-en-Velin   | 5 - 20 | Reus Deportiu  | 1 - 6  | 4 - 14  |

### Semifinali
| Squadra 1     | Totale | Squadra 2 | Andata | Ritorno |
| ------------- | ------ | --------- | ------ | ------- |
| Reus Deportiu | 5 - 7  | Porto     | 3 - 1  | 2 - 6   |
| Tordera       | 5 - 2  | Voltregà  | 2 - 2  | 3 - 0   |

### Finale
| Squadra 1 | Totale | Squadra 2 | Andata | Ritorno |
| --------- | ------ | --------- | ------ | ------- |
| Porto     | 10 - 1 | Tordera   | 3 - 0  | 7 - 1   |